# 朱文塔斯
朱文塔斯（Juventas）是罗马神话中的青春女神。是大神朱庇特和天后朱诺所生的女儿。相对应于希腊神话中宙斯和赫拉的女儿──赫柏。
朱文塔斯拥有少女般的青春和活力。在奥林匹斯圣山的神宴上侍候诸神，专门给他们斟酒。朱文塔斯的双耳壶中盛有的长生不老酒拥有恢复老年人青春美貌的神力。同时朱文塔斯还是青少年的守护神，所有罗马少年在即将成年之时都要前往神庙中祈求朱文塔斯的庇佑。
在罗马城建立之前的拉丁人部落中，被崇拜的女神被称作「尤尼」（Uni），是由少女的朱文塔斯，母亲的朱诺和智慧女神的弥涅耳瓦组成的唯一的「三位一体女神」。后来的伊特鲁里亚人和早期的罗马人用主神朱庇特替代了朱文塔斯，重新建立了另外一组「三位一体」的神。